# Jessika Gbai
Jessika Gbai (* 29. Dezember 1998 in Daloa) ist eine ivorisch-US-amerikanische Leichtathletin, die sich auf den Sprint spezialisiert hat und seit 2022 für die Elfenbeinküste startberechtigt ist. 2024 wurde sie in Douala Afrikameisterin im 200-Meter-Lauf.

## Sportliche Laufbahn
Jessika Gbai wurde in der Elfenbeinküste geboren und zog als Kind nach Philadelphia im US-Bundesstaat Pennsylvania. Sie studierte von 2017 bis 2022 an der Howard University in Washington, D.C. und sammelte 2022 erste Erfahrungen bei internationalen Meisterschaften, als sie bei den Weltmeisterschaften in Eugene das Halbfinale im 200-Meter-Lauf erreichte und dort mit 22,84 s ausschied. Im Jahr darauf siegte sie in 22,43 s bei den Spielen der Frankophonie in Kinshasa und gewann dort in 11,38 s die Silbermedaille im 100-Meter-Lauf hinter ihrer Landsfrau Maboundou Koné. Im August schied sie bei den Weltmeisterschaften in Budapest mit 22,88 s im Halbfinale über 200 Meter aus und gelangte mit der ivorischen 4-mal-100-Meter-Staffel mit neuem Afrikarekord von 41,90 s ins Finale, kam dort aber nicht ins Ziel. Bei den World Athletics Relays 2024 in Nassau sicherte sie der ivorischen 4-mal-100-Meter-Staffel einen Startplatz bei den Olympischen Spielen in Paris. Bereits Anfang April stellte sie in Florida mit 51,94 s einen neuen Landesrekord im 400-Meter-Lauf auf. Im Juni siegte sie bei den Afrikameisterschaften in Douala in 22,84 s über 200 Meter. Daraufhin belegte sie bei den Olympischen Sommerspielen in Paris mit 22,70 s im Finale über 200 Meter den achten Platz und wurde mit der Staffel im Vorlauf disqualifiziert.

## Persönliche Bestleistungen
- 100 Meter: 11,22 s (+0,9 m/s), 14. Mai 2023 in Clermont
  - 60 Meter (Halle): 7,51 s, 23. Februar 2022 in Virginia Beach
- 200 Meter: 22,36 s (+0,1 m/s), 5. August 2024 in Paris
  - 200 Meter (Halle): 23,78 s, 15. Februar 2020 in Lynchburg
- 400 Meter: 51,94 s, 13. April 2024 in Gainesville (ivorischer Rekord)